# Serraca bandevillaea
Serraca bandevillaea là một loài bướm đêm trong họ Geometridae.